# Trauma Center: Second Opinion
Trauma Center: Second Opinion, conegut en Japó com Caduceus Z: Two Super Surgical Operations (カドゥケウスZ 2つの超執刀 ,Kadukeusu Zetto Futatsu no Chōshittō), és un videojoc de simulació mèdica desenvolupat i publicat per Atlus i distribuït per Nintendo per a Wii. És el segon lliurament de la saga de Trauma Center i arribà al mercat el 19 de novembre de 2006 en Estats Units, el 2 de desembre de 2006 al Japó, el 10 d'agost de 2007 a Europa i el 28 d'agost de 2008 a Austràlia.
Trauma Center: Second Opinion és una reedició de l'anterior lliurament, Trauma Center: Under the Knife, adaptada al control exclusiu de Wii amb gràfics més avançats que en Nintendo DS, mostrant l'acció quirúrgica amb tot detall. El joc segueix la trama del primer joc, afegint en aquesta ocasió nous procediments quirúrgics com tractament de fractures òssies i trasplantaments d'òrgans i algunes noves operacions.

## Jugabilitat
El bàsic del joc Trauma Center: Second Opinion és el mateix a l'original joc de DS. Però hi ha algunes missions afegides cap al final del joc.
La majoria de les eines són usades amb el Wii Remote mentre que el Nuchuk permet als jugadors a canviar ràpidament entre els instruments. Així tenint tots els instruments de l'original, el jugador també pot fer ús d'unes pocs instruments situacionals. Alguns instruments se'ls van afegir funcionalitat del joc passat. Una altra de la nova funcionalitat, l'objectiu principal és igual a la versió de DS. L'objectiu és tractar qualsevol cosa que estigui malament del pacient en el temps assignat, sense que les vitals del pacient arribin a 0. Hi ha accés a una varietat d'instruments, incloent bisturí, drenatge, sutures, làser, màquina d'ultrasò, forceps, agulles (que és usada per injectar estabilitzador, també altres líquids necessaris) i gel antibiòtic.

### Toc curatiu
El toc curatiu és una habilitat que només la tenen seleccionats doctors. Només es pot usar una vegada per operació i requereix concentració mental. És usada de manera que en la ment del cirurgià, pot fer accions superhumanes que en cas contrari són impossibles. Aquest deté el temps, fent que el cirurgià treballi amb més rapidesa i precisió.

### Instruments nous
- Desfribilador: Usat quan un pacient entra en aturada cardíaca. Substitueix el procés d'aplicar gel antibiòtic al cor i després massejar-lo usat a Trauma Center: Under the Knife (DS).

- Llanterna: Usada per il·luminar zones fosques, encara que solament cobreix una àrea limitada. Apareix amb la càmera Flaix en només un nivell.

- Càmera Flaix: Mostra en pantalla l'àrea de superfície per uns breus segons després d'una breu espera. Ha de ser de nou usada quan la llum s'esvaeix. Juntament amb la llanterna, només apareixen en un nivell.

### GUILT
(Gangliated Utrophin Inmuno Latency Toxic), són un grup de paràsits fets per l'home per infectar a la població. Hi ha set tipus d'aquest, en el joc, cadascun representant un dia de la setmana grec.
- Kyriaki (Diumenge) = Un paràsit amb forma de fletxa, que s'oculta en els òrgans de les persones, i intenta danyar els òrgans creant laceraciones en ells.
- Deftera (Dilluns) = Un tumor en moviment que ataca en parelles i tracta de matar als pacients, amb la creació de tumors que succionen proteïnes
- Triti (Dimarts) = Una membrana de massa, amb espines a cada cantonada. Lentament va calcificant a l'òrgan, com es lleven les peces de la membrana, difondran segons la col·locació de les espines.
- Tetarti (Dimecres) = Paràsits que venen en 3 tipus. Crea gasos verinosos i els difon als òrgans. Crea diverticles en els òrgans.
- Pempti (Dijous) = Un paràsit en forma de nucli que genera una membrana gelatinosa en els pulmons o els intestins. És immune a l'atac físic. Va a reaccionar defensivament creant petits nuclis que van a causar laceracions, absorbir nutrients o crear tumors.
- Paraskevi (Divendres) = Un GUILT fibrós, que tractarà d'entrar al cor de la víctima. Si arribés a entrar, instantàniament la persona mor. Si s'intenta tallar-ho en trossos més petits, causarà laceracions.
- Savato (Dissabte) = Un paràsit que genera una teranyina al voltant del cor per robar l'energia del mateix i així poder sostenir-se. Provoca laceracions que generen mini-savato, que s'intenten combinar en un només savato per causar danys vitals. Es mou extremadament ràpid, requerint al metge usar el seu toc curatiu per detenir el temps i així erradicar-ho.

### Seqüència del joc
En la seva major part, els nivells de S.O. són els mateixos, que si anassin d'UTK, hi ha una secció d'història abans de l'operació, com l'operació en si mateixa. No obstant això, en completar cada capítol en el joc del Dr. Stiles, desbloqueja un capítol de la Dra. Weaver, que es refereix com a Z - 1, Z- 2, així fins al Z - 5. El sisè capítol solament es torna disponible després de completar les històries de Stiles i Weaver.
Després de completar la secció sis, la missió X-1 es fa disponible per a tots dos doctors. Les missions X són d'un nivell "super difícil", quan les missió X - 1, és completada amb qualsevol doctor, la missió X-2 és desbloquejada, així fins a missió X - 7, l'últim nivell del joc. Cada missió és d'una versió extremadament difícil de cada tipus de GUILT. Cada tipus va apareixent en les missions, com va ser l'ordre en la història. En la missió X - 1, apareix el Kyriaki perquè va ser el primer tipus de GUILT a ser descobert. (X - 1, Kyriaki, X - 2, Deftera, X - 3, Triti, X - 4, Tetarti X - 5, Pempti X - 6, Paraskevi, X - 7 Savato).

## Argument
Fins al capítol 5 de les missions són les mateixes a les de DS, no obstant això, en el capítol 6 de Wii s'assumeix que la versió de DS ja ha tingut lloc. Mentre la història progressa, les missions de Naomi es desbloquegen. Durant les seves missions, es revela que ella ha estat treballant per a Delphi, que Delphi sabia de la seva habilitat i l'estava usant per als seus propis propòsits. Naomi segueix sense saber les circumstàncies de Delphi fins que ataca en una epidèmia, que posa l'operació de Delphi en risc quan ella insisteix a operar un reporter ferit després que un el carro en què Naomi i Delphi li atropellés. Just després que Caduceus trobés la caserna, Naomi escapa amb una mostra de GUILT, que ella planeja usar com un xip de negociació.
Després que la missions del capítol 5 són desbloquejades, la història pren lloc en Caduceus Europa, on Derek i Angie són convidats a proveir assistència i el Dr. Hoffman ha vingut a atendre una conferència secreta.
Aquí Derek coneix a Naomi per primera vegada, que usa el seu nom original "Dr. Kimishima" que accepta amnistia a Europa, al costat d'un altre metge anomenat Owen. El Dr Miller li diu a Derek sobre les cèl·lules Z, que són el fruit de la seva investigació en GUILT, amb la finalitat de trobar una forma d'usar-les per ajudar a les persones.
Després, Derek elimina una forma més violenta de Tetarti, el seu cor s'infecta amb una combinació de Kyriaki i Paraskevi, que deixa que Naomi guareixi a Derek. Angie és voluntària d'assistir en l'operació, però en alguns moments ella era incapaç de veure a Derek en la condició que estava, plorant i saltant a severes conclusions. Naomi té èxit amb l'operació, per al temps i Angie li diu els seus sentiments veritables cap a Derek. Durant la conferència on el Dr. Owen explica com un pacient s'ha recuperat d'una ferida, després d'una injecció de cèl·lules Z, Naomi expressa els seus dubtes, al·legant que el GUILT va ser creat per matar persones, i probablement mai es va crear per salvar-les. Després després que el pacient sofreix una ferida, que fa que la seva sang es dispersi per tot el saló de conferències fent que tots els assistents s'infectin amb diversos tipus de GUILT.
Després que Derek i Naomi tracten tots els assistents infectats. El Dr. Owen tracta d'escapar i revela que ell ha estat treballant per a Delphi. El Dr Miller ordena que sigui despullat del seu càrrec i que l'hi portin. Els metges li diuen a Miller que hi ha un problema en el laboratori on està Adam. Mentrestant en el laboratori, Derek aprèn que les cèl·lules Z, van ser preses pel mateix Adam, i que Hoffman es va infectar amb un tipus de GUILT (Savato) que és una versió més agressiva de Savato. En la missió final del joc, Derek i Naomi treballen junts per erradicar el Savato i salvar la vida d'en Hoffman.
Més tard, Caduceus Internacional proposa un tractat per manejar la investigació de GUILT, que és ràpidament verificada. A Derek i Angie, se'ls assigna una missió a Afganistan. Però no més és revelat en el joc principal, Tyler Chase parlant amb Leslie Sears i Stephen Clarks, reclamant que Derek i Angie es mereixen unes vacances llargues perquè últimament ells no tenen molt temps per passar junts sols. Naomi revela que no pot anar-se d'Europa, sense acceptar càrrecs criminals pel seu treball amb Delphi, i part amb Derek.
Una sèrie de nivells especials es poden jugar, on qualsevol dels dos està operant a Adam, el líder de Delphi, removent els últims tipus de GUILT supervivents, per acabar el virus per sempre.